# Долгих Володимир Іванович
Володимир Іванович Долгих (нар. 5 грудня 1924, село Іланське Єнісейської губернії, тепер місто Іланський Іланського району Красноярського краю, Російська Федерація — 8 жовтня 2020, місто Москва) — радянський державний діяч, секретар ЦК КПРС, 1-й секретар Красноярського крайкому КПРС. Член ЦК КПРС у 1971—1990 роках. Кандидат у члени Політбюро ЦК КПРС з 24 травня 1982 по 30 вересня 1988 року. Депутат Верховної Ради СРСР 7—11-го скликань. Депутат Державної думи Російської Федерації 6-го скликання (2011—2013). Член Ради Федерації РФ (2013—2018). Двічі Герой Соціалістичної Праці (4.12.1965, 4.12.1984). Кандидат технічних наук (1968). Доктор технічних наук, професор.

## Життєпис
Народився в родині слюсаря залізничного депо станції Іланська Єнісейської губернії.
Під час навчання в середній школі № 61 міста Іланського Володимир Долгих був головою ради шкільної піонерської дружини, потім — секретарем комсомольської організації.
У Червоній армії з 1941 року. Учасник німецько-радянської війни. Додавши собі рік, добровольцем пішов у діючу армію. З маршовою ротою був направлений на Західний фронт, де в цей час йшла битва під Москвою. Був зарахований до 25-го стрілецького полку 6-ї гвардійської стрілецької дивізії, і незабаром призначений політичним керівником роти протитанкових рушниць. 9 лютого 1943 року в бою в Орловській області був важко поранений. На початку 1944 року — комісований з армії.
Член ВКП(б) з 1942 року.
Закінчивши підготовчий курс, у 1944 році поступив в Іркутський гірничо-металургійний інститут, який закінчив з відзнакою в 1949 році. Одночасно з навчанням в інституті закінчив у 1948 році Вечірній університет марксизму-ленінізму при Іркутськом міському комітеті ВКП(б).
З 1949 року на інженерно-технічних посадах. У 1949—1958 роках — начальник зміни, технолог, начальник цеху № 6 (виробництво платини і паладія), начальник цеху № 3 (виробництво родія), головний інженер Красноярського афінажного заводу (потім — заводу кольорових металів).
У 1958—1962 роках — головний інженер Норильського гірничо-металургійного комбінату імені Завенягіна.
У 1962 — квітні 1969 року — директор Норильського гірничо-металургійного комбінату імені Завенягіна Красноярського краю.
28 квітня 1969 — 28 грудня 1972 року — 1-й секретар Красноярського крайового комітету КПРС.
18 грудня 1972 — 30 вересня 1988 року — секретар ЦК КПРС. Одночасно у 1976—1984 роках — завідувач відділу важкої промисловості (з 1983 року — важкої промисловості і енергетики) ЦК КПРС.
З вересня 1988 року — персональний пенсіонер союзного значення в Москві. З 1997 року — голова правління Московської регіональної громадської організації «Красноярське земляцтво».
У 2000-і роки був членом Ради директорів ГМК «Норильський нікель».
З 2002 року — голова Московської міської ради ветеранів. З липня 2008 року — голова Громадської ради міста Москви. Віце-президент регіонального благодійного громадського фонду сприяння театру і телебачення імені І. Смоктуновського «Золотий пелікан».
У 2011—2013 роках Володимир Долгих був депутатом Державної думи Федеральних зборів Російської Федерації VI скликання в складі федерального списку кандидатів, висунутого партією «Єдина Росія». Як найстарший за віком депутат Державної думи шостого скликання, відповідно до конституції Російської Федерації і регламенту Держдуми відкрив перше засідання нижньої палати нового скликання.
З 13 вересня 2013 по 19 вересня 2018 року указом мера Москви С. Собяніна наділений повноваженнями члена Ради Федерації від виконавчої влади міста Москви. Член комітету РФ з економічної політики.
З 23 грудня 2014 по 29 вересня 2017 року — позаштатний радник губернатора Красноярського краю В. Толоконського. З 26 жовтня 2017 року — позаштатний радник губернатора Красноярського краю О. Усса.

## Нагороди і звання
- Двічі Герой Соціалістичної Праці (4.12.1965, 4.12.1984)
- шість орденів Леніна (9.06.1961, 4.12.1965, 25.08.1971, 13.12.1972, 4.12.1974, 4.12.1984)
- два ордени Вітчизняної війни І ст. (6.05.1965, 23.04.1985)
- орден «За заслуги перед Вітчизною» І ст. (Російська Федерація) (21.07.2014)
- орден «За заслуги перед Вітчизною» ІІ ст. (Російська Федерація) (16.04.2020)
- орден «За заслуги перед Вітчизною» IV ст. (Російська Федерація) (28.12.2009)
- орден Дружби (Російська Федерація) (8.08.2005)
- орден Переможного Лютого (Чехословаччина) (19.03.1985)
- орден Георгія Димитрова (Болгарія)
- орден Сухе-Батора (Монголія)
- медалі
- Золота медаль імені Лаврентьева (2003)
- знак «Шахтарська слава» 1-го ступеня
- «Почесний енергетик СРСР»
- «Почесний будівельник Росії»
- Почесний громадянин Красноярського краю (22.10.2004)
- Почесний громадянин Норильська (30.06.2009)
- Почесний громадянин Москви (31.03.2010)
- Почесний громадянин Іланського району (Красноярський край)
- Лауреат премії уряду Москви «Легенда століття» (2006)